# جان رادیک
 جان رادیک (انگلیسی: John Roddick؛ زاده ۴ ژوئیهٔ ۱۹۷۶) یک تنیس‌باز اهل ایالات متحده آمریکا است.